# خربة زنوتة
خربة زنوتة قرية فلسطينية تقع في محافظة الخليل جنوب الضفة الغربية، وتقع على بعد 20 كم جنوب مدينة الخليل. وتشمل المناطق القريبة الضاحية إلى الشمال الغربي وخربة شويكة إلى الشمال الغربي، بالإضافة إلى مستوطنتين إسرائيليتين هما تنيه عمرم من الغرب وشمعة من الشرق. تم بناء المنطقة الصناعية الواقعة إلى الشرق للمستوطنين. القرية مجاورة للخط الأخضر.

## التاريخ
- في 24 فبراير 2020، قررت الحكومة الفلسطينية الثامنة عشرة في جلستها الرابعة والأربعين استحداث هيئة محلية جديدة باسم «مجلس قروي زنوتة» وتعيين لجنة تسيير أعمال لحين إجراء انتخابات محلية.[2]

## وصلات خارجية
- ملف قرية خربة المجد، معهد الأبحاث التطبيقية - القدس (أريج)
- صورة جوية للقرية.